# Dones a l'edat mitjana a Escòcia
Les dones a l'Escòcia medieval inclou tots els aspectes de la vida i l'estatus social de la dona entre la sortida dels romans del nord de Britànnia al segle v fins a la introducció del Renaixement i la reforma a principis del segle xvi. L'Escòcia Medieval era una societat patriarcal, però és difícil distingir el funcionament exacte del patriarcat a la pràctica. Una gran part de les dones de les quals sobreviuen els detalls biogràfics eren membres de les cases reials d'Escòcia. Algunes d'aquestes es van convertir en figures importants. Només hi va haver una reina escocesa regnant en aquesta època, Margarida I d'Escòcia (c. 1286-1290), una donzella noruega.
S'educava a les noies de famílies nobles per a ser monges. A finals del segle xv, Edimburg també tenia escoles per a noies, de vegades qualificades com a «escoles de costura». La formació privada de les famílies dels senyors i els burgesos rics pot haver-se estès a les dones, però per a la majoria de les dones, les oportunitats educatives es van mantenir extremadament limitades. Malgrat això, hi ha proves de dones poetes gaèliques.
Al final de l'edat mitjana, probablement la societat de les Terres Baixes formava part del model de matrimoni europeu del nord-oest, del «servei de cicle de vida», amb molts joves, tant homes com dones, sortint de casa per convertir-se en serventes domèstiques i agricultors, seguits d'un matrimoni relativament tardà. Les dones conservaven el seu cognom original al matrimoni i, mentre que moltes noies de l'elit social es van casar a la seva adolescència, al final del període, la majoria de les dones de les terres baixes només es casaven després d'un període de servei de cicle de vida, als seus vint anys. No havia divorci, però es va permetre la separació matrimonial en circumstàncies excepcionals.
Als burghs hi havia probablement proporcions elevades de llars pobres encapçalades per vídues, que sobrevivien amb ingressos ocasionals i els beneficis de la venda de productes alimentaris o d'ale. La filatura era el treball diari habitual de les dones de totes les classes socials de la ciutat medieval. A l'artesania, a vegades les dones podrien ser aprenentes, però no podien unir-se a gremis per dret propi.
Escòcia estava relativament mal proveïda de monges, però les abadesses eren figures amb una autoritat considerable. Havia un nombre reduït d'anacoretes. Maria, mare de Jesús, com l'epítom d'una dona i una mare, va ser probablement un model important per a les dones. Algunes, generalment esposes, actuaven a través de parents i marits com a benefactors o propietaris de propietats relacionades amb els altars locals i els cultes de devoció. Els nous cultes de devoció relacionats amb Jesús i Maria, mare de Jesús van començar a arribar a Escòcia al segle xv.

## L'estatus social de la dona escocesa
La societat de l'Escòcia medieval era patriarcal, on els homes tenien tota l'autoritat i les dones tenien un estat legal molt limitat. Les filles estaven sotmeses als seus pares i dones als seus marits, i només les vídues podien posseir béns i es podien representar elles mateixes davant la Llei. És difícil distingir el funcionament exacte del patriarcat a la pràctica. Les fonts literàries, particularment els poemes romàntics, indiquen que les dones eren vistes com a subjectes passius d'amor i inspiració per a les grans accions dels cavallers. Exerceixen un paper més actiu en les epopeies històriques com Bruce de John Barbour (c. 1375) i Wallace de Blind Harry (finals dels 1470). També es veien com a criatures més febles, moral i físicament. Es va posar molt èmfasi en la seva castedat, sent «puta» l'insult i la forma més comuna de maltractament, i la seva conducta es va veure limitada per les sancions informals de les xafarderies comunitàries, en cas que fossin fora dels papers acceptats d'esposa o de mare.

## Les dones de la noblesa
Una gran part dels detalls biogràfics de dones de l'edat mitjana que han sobreviscut fins a l'actualitat eren de membres de les cases reials d'Escòcia, bé com a princeses o reines consorts. Algunes d'elles es van convertir en figures importants de la història d'Escòcia o van guanyar una important reputació pòstuma.

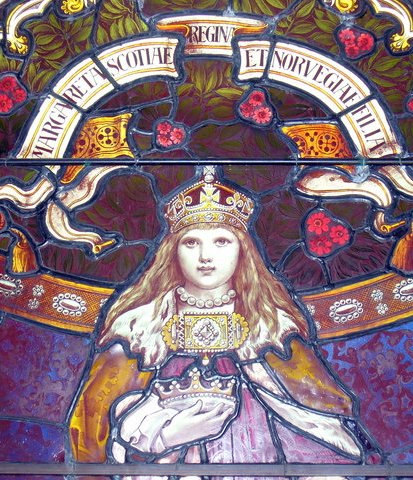
Un vitrall que representa a Margarida I d'Escòcia, qui va regnar breument Escòcia
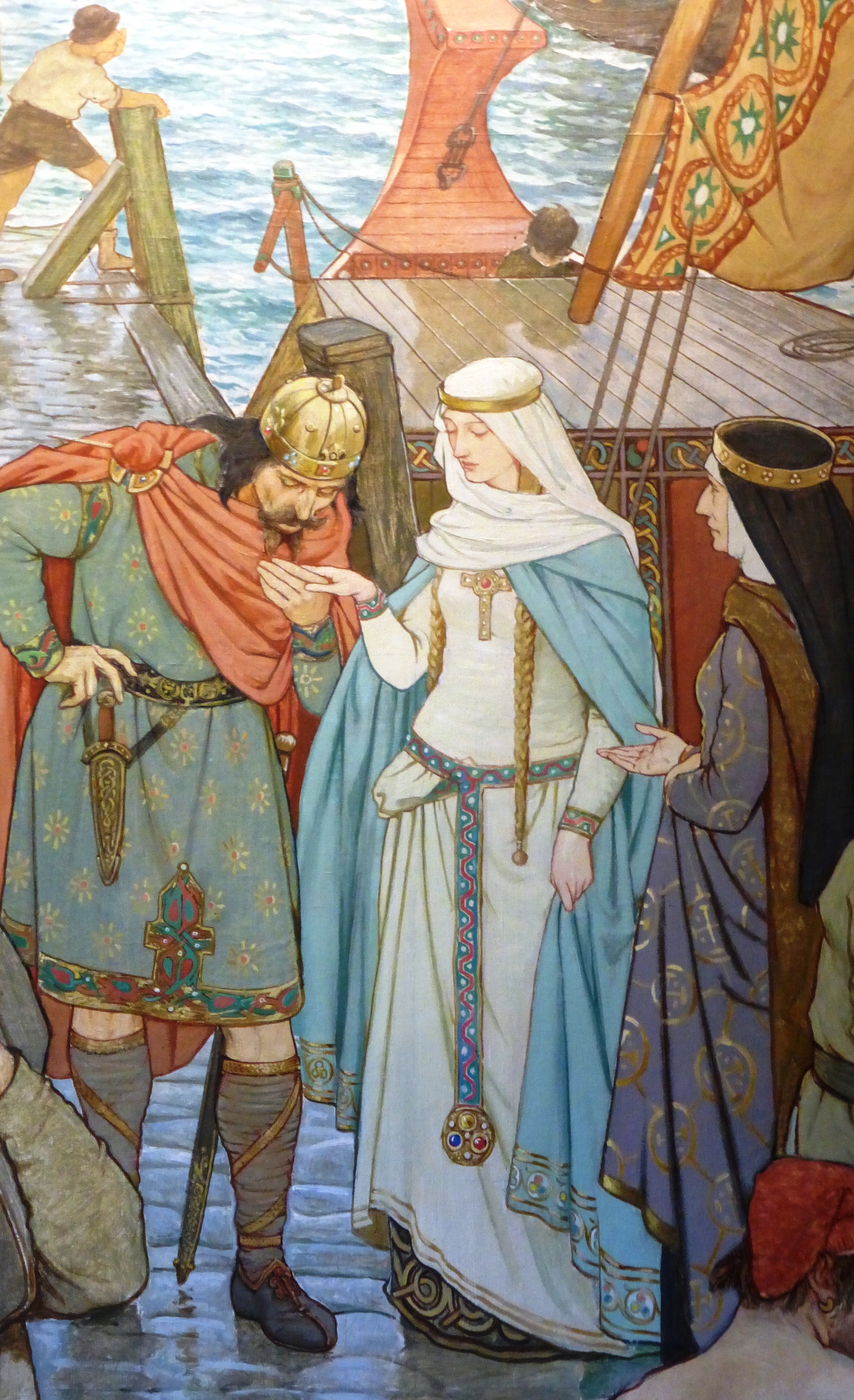
Malcolm III saludant a Margarida d'Anglaterra a la seva arribada a Escòcia; detall d'un mural de l'artista victorià William Hole. Margarida d'Anglaterra va ser la primera esposa d'un rei que va ser anomenada «reina» a Escòcia
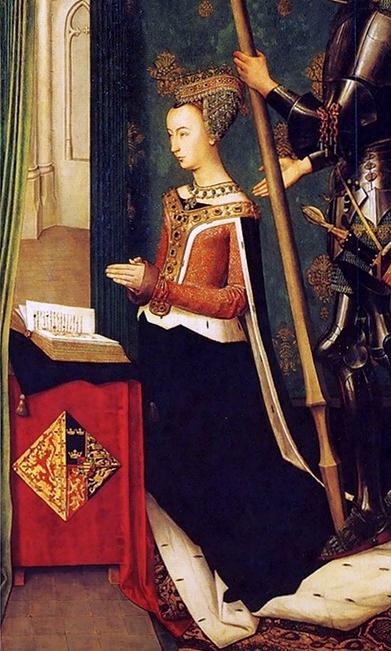
Reina Margarida de Dinamarca (1456–1486), esposa de Jaume III d'Escòcia

Només hi va haver una reina escocesa regnant en aquesta època, la jove Margarida I d'Escòcia (r. 1286-1290). La primera esposa d'un rei que va ser anomenada «reina» en fonts escoceses és la princesa anglosaxona i alemanya Margarida d'Anglaterra, l'esposa de Malcolm III, que podria haver estat un títol i estatus negociats pels seus parents. Va ser una figura política i religiosa important dins del regne, però la seva condició no va ser transmesa automàticament als seus successors, la majoria dels quals no tenien el mateix protagonisme. Ermengarde de Beaumont, l'esposa de Guillem I, va actuar com a mediadora, jutgessa en absència del seu marit i és la primera reina escocesa coneguda que va tenir el seu propi segell.

## L'educació de les noies escoceses
Les noies de les famílies nobles estudiaven en escoles de monges com Elcho, Aberdour i Haddington. A finals del segle xv, Edimburg també tenia escoles per a noies, de vegades qualificades com a «escoles de costura», el nom de les quals indica probablement una de les seves funcions principals, tot i que pot ser també s'ensenyava a llegir en aquestes escoles. Probablement, les noies eren educades per dones laiques o monges. També hi va haver el desenvolupament de la tutoria privada dins de les famílies dels senyors i burgesos rics, que potser es va estendre a les dones, però per a la majoria de les dones les oportunitats educatives es van mantenir extremadament limitades. El principal corpus de la poesia gaèlica escocesa medieval, El llibre del degà de Lismore (Leabhar Deathan Lios Mòir) destaca per contenir poesia d'almenys quatre dones. Entre aquestes es troba Aithbhreac Nighean Coirceadail (f. 1460), qui va escriure un lament per al seu marit, el conestable del castell de Sween.

## El matrimoni
A finals de l'època medieval, probablement la societat de les Terres Baixes formava part del model de matrimoni europeu del nord-oest del «servei de cicle de vida», amb molts joves, tant homes com dones, sortint de casa per convertir-se en serventes domèstiques i agricultors per la necessitat d'adquirir els recursos necessaris per poder formar una llar, seguit d'un matrimoni relativament tardà. Les dones podien casar-se a partir dels 12 anys (mentre que per als homes era a partir dels 14 anys) i, mentre que moltes noies de l'elit social es van casar durant la seva adolescència, al final de l'Edat mitjana la majoria de la gent de les Terres Baixes només es casaven després d'un període de «servei de cicle de vida», quan tenien entre 20 i 30 anys.
A diferència d'Anglaterra, on el parentiu era predominantment cognàtic (derivat tant dels homes com de les dones), les dones escoceses conservaven el seu cognom original al matrimoni, i els matrimonis tenien com a objectiu crear amistat entre grups de parentiu en lloc d'un nou vincle de parentiu.
La gran quantitat de matrimonis per parentiu van significar que la majoria de matrimonis de la noblesa necessitaven una dispensació papal, que posteriorment es podria utilitzar com a motiu d'anul·lació si el matrimoni es mostrava inconvenient políticament o personalment, encara que no hi hagués divorci com a tal. Es va permetre la «separació del llit i de la taula» en circumstàncies excepcionals, generalment adulteri.

## El treball
A la societat rural de les Terres Baixes, com a Anglaterra, probablement molts joves, tant homes com dones, van marxar de casa per convertir-se en serventes domèstiques i agricultors. Algunes dones s'haurien dedicat a ser dides dels fills de famílies nobles i riques, i l'important paper de la llevadora també estava reservat a les dones. Probablement als burghs hi havia proporcions elevades de llars pobres encapçalades per vídues, que sobrevivien amb els ingressos ocasionals i en els beneficis de la venda de productes alimentaris o d'ale. La filatura era una part del treball diari de dones de ciutat medieval de totes les classes socials. A l'artesania, a vegades les dones podrien ser aprenentes, però no podien unir-se a gremis per dret propi. Algunes dones treballaven i comerciaven de forma independent, contractant i formant empleats, cosa que potser les feia atractives als seus pretendents matrimonials.

## La religió
Havien poques monges a Escòcia, amb 30 identificades per al període fins al 1300 (enfront de les 150 d'Anglaterra) i moltes menys a les Terres Altes. Les abadesses, com Anna MacLean (d. 1543) del convent d'Iona, eren figures amb una autoritat considerable; nomenaven oficials laics, gestionaven terres i finances, així com la vida de les monges del convent. Potser hi va haver un petit nombre d'anacoretes, que es van aïllar de la societat i es van dedicar a Déu, però han deixat molt pocs rastres en els registres. La Mare de Déu, com a epítom d'una dona i una mare, va ser probablement un model important per a les dones.

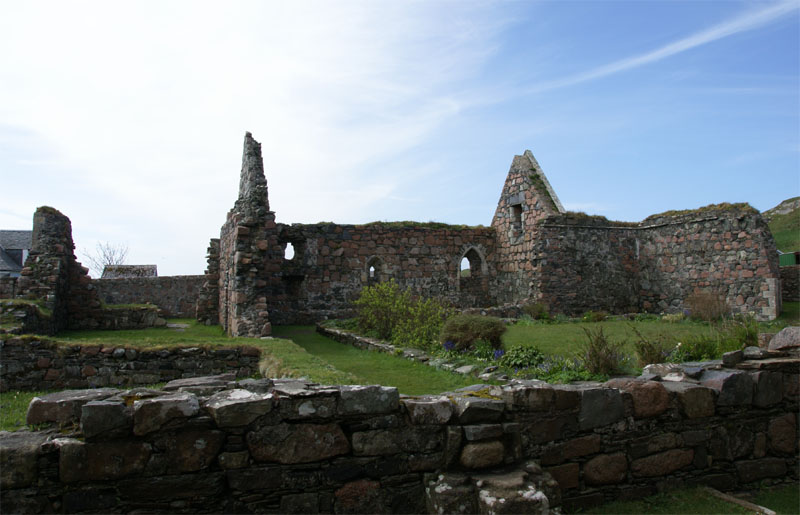
Convent d'Iona
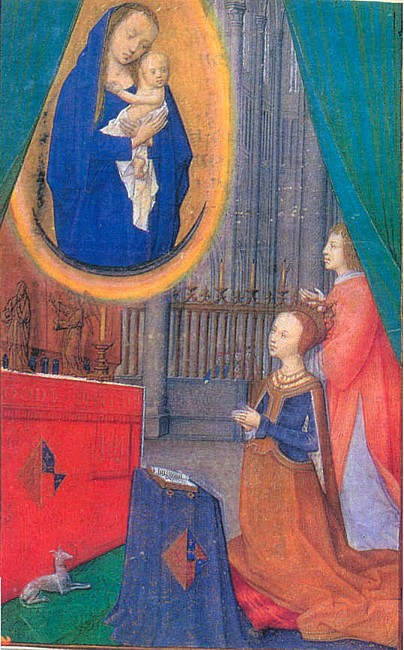
Margarida Tudor, resant davant d'una visió de la Verge i l'Infant Crist. Miniatura del llibre Les Hores de Jaume IV d'Escòcia, c. 1503

Hi ha evidències en burghs de la Baixa edat mitjana, com Perth, de dones, generalment esposes, que actuen a través de parents i marits com a benefactores o propietàries de propietats relacionades amb els altars locals i els cultes de devoció. A Perth hi havia diversos altars dedicats a aspectes del culte marià a l'església parroquial de St. John, una capella dedicada a Santa Anna, la mare de Maria, o la capella de la Dama i la capella de Loreto, dedicada a la Casa Santa de la Mare de Déu. Al voltant de la ciutat es van dedicar també diversos monestirs dedicats a la Mare de Déu. La reina Margarida es va fer important després de la seva canonització el 1250 i després del trasllat cerimonial de les seves restes a l'Abadia de Dunfermline, com una de les santes nacionals més venerats.
Els nous cultes de devoció relacionats amb Jesús i la Mare de Déu van començar a arribar a Escòcia al segle xv, incloent-hi les Cinc nafres de Jesucrist, la Santa Sang i el Sant Nom de Jesús. També es van celebrar noves festes religioses, incloses les celebracions de la Presentació, la Visitació i Nostra Senyora de les Neus.

## Dones destacades de l'Escòcia medieval
- Ada de Huntingdon
- Affreca de Courcy
- Agnes, comtesa de Dunbar
- Alice Comyn
- Amy of Garmoran
- Anabella Drummond
- Annabella d'Escòcia
- Bethóc
- Catherine Douglas
- Christina Bruce
- Christina de les Illes
- Dervorguilla de Galloway
- Elizabeth de Burgh
- Elizabeth Gordon
- Elizabeth Mure
- Elizabeth Stewart, comtessa de Crawford
- Ethelreda
- Euphemia de Ross
- Euphemia Stewart, comtessa de Strathearn
- Gruoch d'Escòcia
- Helen de Galloway
- Helga Moddansdóttir
- Isabel Bras Williamson
- Isabel Bruce
- Isabel de Huntingdon
- Isabel Douglas, comtessa de Mar
- Isabella d'Atholl
- Isabella de Mar
- Isabella de Warenne
- Isabella MacDuff
- Isobel Hoppar
- Janet Kennedy
- Joan Beaufort, reina dels Escots
- Joan de la Torre
- Lady Catherine Gordon
- Lady Finella
- Mairead inghean Eachainn
- Margaret Crawford
- Margaret de Huntingdon
- Margaret de Menteith
- Margaret d'Escòcia
- Margaret Drummond
- Margaret Tudor
- Margaret, comtessa de Mar
- Margarida de Huntingdon
- Margarida d'Escòcia i de Beaufort
- Maria d'Ergadia
- Marie de Coucy
- Mariote Ker
- Marjorie Bruce
- Marjory de Schireham
- Mary Bruce
- Mary de Guelders
- Mary Stewart, comtessa d'Arran
- Mary Stewart, comtessa de Buchan
- Matilda, comtessa d'Angus
- Matilde d'Escòcia
- Maud, Comtessa d'Huntingdon
- Meg d'Abernethy
- Santa Oda
- Teneu
- Triduana